# Leucopogon interstans
Leucopogon interstans är en ljungväxtart som beskrevs av Hislop. Leucopogon interstans ingår i släktet Leucopogon och familjen ljungväxter. Inga underarter finns listade i Catalogue of Life.